# Суринам на літніх Олімпійських іграх 2016
Суринам на літніх Олімпійських іграх 2016 був представлений 6 спортсменами в 4 видах спорту. Жодної медалі олімпійці Суринаму не завоювали.

## Спортсмени
| Дисципліна     | Чоловіки | Жінки | Разом |
| -------------- | -------- | ----- | ----- |
| Легка атлетика | 1        | 1     | 2     |
| Бадмінтон      | 1        | 0     | 1     |
| Дзюдо          | 1        | 0     | 1     |
| Плавання       | 1        | 1     | 2     |
| Разом          | 4        | 2     | 6     |

## Легка атлетика
Легенда
- Note – для трекових дисциплін місце вказане лише для забігу, в якому взяв участь спортсмен
- Q = пройшов у наступне коло напряму
- q = пройшов у наступне коло за добором (для трекових дисциплін - найшвидші часи серед тих, хто не пройшов напряму; для технічних дисциплін - увійшов до визначеної кількості фіналістів за місцем якщо напряму пройшло менше спортсменів, ніж визначена кількість)
- NR = Національний рекорд
- N/A = Коло відсутнє у цій дисципліні
- Bye = спортсменові не потрібно змагатися у цьому колі

Трекові і шосейні дисципліни
| Спортсмен    | Дисципліна                   | Попередній забіг | Попередній забіг | Чвертьфінал | Чвертьфінал | Півфінал         | Півфінал         | Фінал            | Фінал            |
| Спортсмен    | Дисципліна                   | Час              | Місце            | Час         | Місце       | Час              | Місце            | Час              | Місце            |
| ------------ | ---------------------------- | ---------------- | ---------------- | ----------- | ----------- | ---------------- | ---------------- | ---------------- | ---------------- |
| Юрген Темен  | біг на 100 метрів (чоловіки) | Bye              | Bye              | 10.47       | 8           | Завершив виступ  | Завершив виступ  | Завершив виступ  | Завершив виступ  |
| Сунайна Вахі | біг на 100 метрів (жінки)    | 12.09            | 1 Q              | 12.25       | 8           | Завершила виступ | Завершила виступ | Завершила виступ | Завершила виступ |

## Бадмінтон
| Спортсмен  | Дисципліна                  | Груповий етап               | Груповий етап             | Груповий етап | Вибування          | Чвертьфінал        | Півфінал           | Фінал / БМ         | Фінал / БМ      |
| Спортсмен  | Дисципліна                  | Суперник Результат          | Суперник Результат        | Місце         | Суперник Результат | Суперник Результат | Суперник Результат | Суперник Результат | Місце           |
| ---------- | --------------------------- | --------------------------- | ------------------------- | ------------- | ------------------ | ------------------ | ------------------ | ------------------ | --------------- |
| Сорен Опті | одиночний розряд (чоловіки) | Лі Ч В (MAS) L (2–21, 3–21) | Wong (SIN) L (5–21, 6–21) | 3             | Завершив виступ    | Завершив виступ    | Завершив виступ    | Завершив виступ    | Завершив виступ |

## Дзюдо
| Спортсмен     | Категорія           | 1/32 фіналу        | 1/16 фіналу             | 1/8 фіналу         | Чвертьфінали       | Півфінали          | Втішний поєдинок   | Фінал / БМ         | Фінал / БМ      |
| Спортсмен     | Категорія           | Суперник Результат | Суперник Результат      | Суперник Результат | Суперник Результат | Суперник Результат | Суперник Результат | Суперник Результат | Місце           |
| ------------- | ------------------- | ------------------ | ----------------------- | ------------------ | ------------------ | ------------------ | ------------------ | ------------------ | --------------- |
| Ігал Копінскі | до 66 кг (чоловіки) | Bye                | Зурдані (ALG) L 000–100 | Завершив виступ    | Завершив виступ    | Завершив виступ    | Завершив виступ    | Завершив виступ    | Завершив виступ |

## Плавання
| Спортсмен         | Дисципліна                          | Попередній заплив | Попередній заплив | Півфінал         | Півфінал         | Фінал            | Фінал            |
| Спортсмен         | Дисципліна                          | Час               | Місце             | Час              | Місце            | Час              | Місце            |
| ----------------- | ----------------------------------- | ----------------- | ----------------- | ---------------- | ---------------- | ---------------- | ---------------- |
| Ренцо Тьйон А Джо | 50 метрів вільним стилем (чоловіки) | 22.23 NR          | =21               | Завершив виступ  | Завершив виступ  | Завершив виступ  | Завершив виступ  |
| Евіта Летер       | 100 метрів брасом (жінки)           | 1:14.96           | 37                | Завершила виступ | Завершила виступ | Завершила виступ | Завершила виступ |